# Tuc des Pans
Tuc des Pans är en bergstopp i Spanien, på gränsen till Frankrike.   Den ligger i provinsen Província de Lleida och regionen Katalonien, i den nordöstra delen av landet, 500 km nordost om huvudstaden Madrid. Toppen på Tuc des Pans är 1 718 meter över havet.
Terrängen runt Tuc des Pans är bergig.Runt Tuc des Pans är det glesbefolkat, med 12 invånare per kvadratkilometer. Närmaste större samhälle är Vielha, 15,3 km söder om Tuc des Pans. I omgivningarna runt Tuc des Pans växer i huvudsak blandskog.